# Férfi 400 méteres síkfutás a 2015. évi nyári európai ifjúsági olimpiai fesztiválon
A 2015. évi nyári európai ifjúsági olimpiai fesztiválon az atlétikai versenyszámokat Tbilisziben rendezték. A férfi 400 méteres síkfutás selejtezőit július 29-én, a döntőt pedig július 31-én rendezték.

## Rekordok
A versenyt megelőzően a következő rekordok voltak érvényben:
| Ifjúsági világrekord | Obea Moore (Amerikai Egyesült Államok) | 45.14 |
| EYOF rekord          | Asong Clovis (Nagy-Britannia)          | 46.74 |

## Selejtező
Minden selejtezőcsoport első 2 helyezettje (Q) illetve a további legjobb 2 időeredménnyel (q) rendelkező sportoló jutott tovább a döntőbe. Minden nemzet egyetlen sportolóval képviselhette magát.
| H  | Csoport | Név                       | Nemzet           | E     | Mj   |
| -- | ------- | ------------------------- | ---------------- | ----- | ---- |
| 1  | 2       | Ihar Zubko                | Fehéroroszország | 48.34 | Q SB |
| 2  | 2       | Gregor Grahovac           | Szlovénia        | 48.83 | Q    |
| 3  | 1       | Mahsum Korkmaz            | Törökország      | 48.93 | Q    |
| 4  | 1       | Sven Cepus                | Horvátország     | 49.15 | Q PB |
| 5  | 3       | Jamie Mitchell            | Írország         | 49.41 | Q PB |
| 6  | 1       | Jagodics Dennis           | Magyarország     | 49.64 | q    |
| 7  | 1       | Antoni Aleksander Walicki | Lengyelország    | 49.69 | q PB |
| 8  | 3       | Jonathan Sacoor           | Belgium          | 49.79 | Q    |
| 9  | 3       | Simon Boyba               | Franciaország    | 49.92 |      |
| 10 | 3       | Nicolae Florentia Balaci  | Románia          | 50.05 |      |
| 11 | 2       | Georgios Lioumpas         | Görögország      | 50.06 |      |
| 12 | 3       | Michael Albrecht          | Olaszország      | 50.09 |      |
| 13 | 1       | Alejandro Peiro Peris     | Spanyolország    | 50.52 |      |
| 14 | 2       | Kalle Kompuinen           | Finnország       | 50.62 | SB   |
| 15 | 2       | Lars van Hoeven           | Hollandia        | 50.66 |      |
| 16 | 2       | Ryan Anthony Wyss         | Svájc            | 50.67 |      |
| 17 | 3       | Rigász Simon              | Szlovákia        | 50.72 | PB   |
| 18 | 1       | Alex Akhundov             | Azerbajdzsán     | 52.55 | PB   |
| 19 | 1       | Timur Zaychenko           | Oroszország      | 52.92 |      |
| 20 | 3       | Justas Ganusauskas        | Litvánia         | 53.08 |      |
| 21 | 3       | Rubeni Abesadze           | Grúzia           | 55.81 |      |
| -  | 2       | Bjarki Freyr Finnbogason  | Izland           | -     | DNS  |

## Döntő
| H     | Név                       | Nemzet           | E     | Mj |
| ----- | ------------------------- | ---------------- | ----- | -- |
| Arany | Ihar Zubko                | Fehéroroszország | 47.44 | SB |
| Ezüst | Mahsum Korkmaz            | Törökország      | 48.51 |    |
| Bronz | Gregor Grahovac           | Szlovénia        | 48.56 |    |
| 4     | Jamie Mitchell            | Írország         | 48.79 | PB |
| 5     | Sven Cepus                | Horvátország     | 49.32 |    |
| 6     | Jonathan Sacoor           | Belgium          | 49.86 |    |
| 7     | Jagodics Dennis           | Magyarország     | 50.05 |    |
| 8     | Antoni Aleksander Walicki | Lengyelország    | 50.53 |    |